# Савинці (станція)
Савинці — пасажирська станція Ізюмського напрямку. Розташована між зупинними пунктами Лісова та Маяк. Станція розташована у смт. Савинці Балаклійського району. На станції зупиняться усі приміські потяги Ізюмського напрямку. Станція належить до Харківської дирекції Південної залізниці.
Відстань до станції Харків-Основа — 91 км..